# Henri Velandia
Henri Velandia (a veces escrito Henry Velandia, nacido el 20 de julio de 1983) es un bailarín venezolano. Es conocido sobre todo por su actuación en la primera temporada del programa de televisión Mira Quién Baila, de Univisión. Es el fundador y principal instructor de HotSalsaHot, una escuela de baile de salsa ubicada en Princeton, Nueva Jersey.

## Biografía

### Mira Quién Baila
Mira Quién Baila (MQB) se estrenó el 12 de septiembre de 2010 a las 8 p. m. EST y fue visto por unos 8,8 millones de personas. El 8 de septiembre de 2010, Chevrolet, Target y AT&T fueron anunciados como los principales patrocinadores corporativos del programa. Henri participó con Jackie Guerrido, presentadora del tiempo y periodista, y quedó segundo en la clasificación general.

### Otras actividades de danza
Velandia fundó HotSalsaHot, una escuela de salsa en la zona central de Nueva Jersey en 2005. Henri participó en el Miami Salsa Congress, en Florida, el 6 de agosto de 2010. Los estudiantes de HSH bailaron allí a nivel semiprofesional el 7 de agosto de 2010. El 18 de abril de 2010, Henri y su hermana Claudia obtuvieron el segundo puesto en la división abierta de la competición de baile latino College Showdown de la Universidad Drexel de Filadelfia. Henri también actúa y se entrena en danza moderna. Velandia actuó en Dancers in the Square en Princeton, Nueva Jersey, el 16 de julio de 2010, en una pieza coreografiada por Marie Alonzo Snyder.  El performance fue revisado por el estudiante de Princeton Joshua J. Vandiver, a quien Velandia conoció en 2006 y con quien se casó en Connecticut el 29 de agosto de 2010.

### Inmigración
La solicitud de visado de trabajo de Velandia ese mismo año fue denegada y se le amenazó con la deportación a pesar de ser cónyuge de un ciudadano estadounidense, ya que su matrimonio no está reconocido a nivel federal debido a la Ley de Defensa del Matrimonio (DOMA). Este caso fue retomado por activistas de los derechos LGBT que hacían campaña contra la DOMA y el no reconocimiento de los matrimonios igualitarios apoyados por el Estado a efectos de inmigración.
Tras una larga batalla en la que Vandiver intentó sin éxito obtener una tarjeta de residencia para Velandia, se canceló la deportación de Velandia, quien recibió una notificación formal al respecto el 29 de junio de 2011.